# إيموليويل (أزرار)
إيموليويل هو دُوَّار يقع بجماعة أزرار، إقليم تارودانت، جهة سوس ماسة في المملكة المغربية. ينتمي الدوّار لمشيخة أزرار التي تضم 24 دوار. يقدر عدد سكانه بـ 409 نسمة حسب الإحصاء الرسمي للسكان والسكنى لسنة 2004.

## روابط خارجية
- البوابة الوطنية للجماعات الترابية
- المندوبية السامية للتخطيط